# Bolszaja Siemionowskaja
Bolszaja Siemionowskaja (ros. Большая Семёновская) – wieś w Rosji, w rejonie totemskim obwodu wołogodzkiego. W 2010 r. liczyła 24 mieszkańców.